# Томпсон, Ханна
Ханна Томпсон (англ. Hanna Thompson, род.1 ноября 1983) — американская фехтовальщица-рапиристка, панамериканская чемпионка, призёр Олимпийских и Панамериканских игр.

## Биография
Родилась в 1983 году в Рочестере (штат Нью-Йорк). В 2007 году завоевала золотую медаль панамериканского чемпионата и две серебряные медали Панамериканских игр. В 2008 году стала обладателем серебряной медали Олимпийских игр в Пекине в командном первенстве, а в личном первенстве была 27-й. 